# Жан-Франсуа Шальгрен
Жан-Франсуа Шальгрен (фр. Jean-François Chalgrin; 1739, Париж — 21 січня 1811, Париж) — архітектор французького неокласицизму, його «грецької», або «доричної», течії, що згодом став придворним архітектором Наполеона Бонапарта і одним з родоначальників «стилю імперії».

## Життєпис
Народився в паризькій парафії Сен-Сюльпіс у скромній родині і перші уроки архітектури отримав у італійського архітектора, що працював у Франції, «класицизуючого бароко» Джованні Сервандоні. Потім вступив до Королівської академії архітектури, після чого, з 1755 року, займався у студії Етьєн Луї Булле.
У всього дев'ятнадцятирічному віці, в 1758 році, за проєкт «Павільйону на березі річки» він отримав Римську премію.
З листопада 1759 по 1763 жив і працював у Римі, вивчаючи античну архітектуру. Після повернення до Франції вважався інспектором будівельних робіт у Парижі під керівництвом П'єра-Луї Моро-Депру, що дозволило йому вдосконалювати свої професійні навички.
Користувався заступництвом могутнього герцога д'Амбуаз Шуазель. У 1775 році став придворним архітектором графа Прованського, молодшого брата короля Людовіка XVI.
Працював над п'єдесталом кінної статуї Людовіка XV, започаткованої Едмом Бушардоном і завершеною Жаном-Батистом Пігалем, яка була відкрита 20 червня 1763 в центрі нової площі Людовіка XV (нині Площа Згоди). З цієї нагоди він потоваришував із Жаком-Жерменом Суффло, який будував будівлі за фасадами площі, спроєктованої Жак-Анж Габріелем.
У 1764 році проєктував церкву Сен-Філіпп-дю-Руль (Saint-Philippe-du-Roule; побудована в 1774—1784).
У 1777—1780 роках добудовував ушкоджену ударом блискавки паризьку церкву Сен-Сюльпіс. Шальгрен замінив зруйнований фронтон на балюстраду, а також побудував північну вежу головного фасаду церкви.
Після Французької революції перебудовував Люксембурзький палац під будинок Директорії.
Прийнятий до Королівської академії архітектури у 1770. Обраний в 1799 в об'єднану Академію мистецтв, очоливши департамент архітектури, раніше очолюваний Шарлем Де Вайї, і став членом Ради цивільних будов (Conseil des Bâtiments civils).
У 1776 одружився з Маргаритою Емілі Верне, донькою художника Клода Жозефа Верне, близького друга Суффло. Вони народилася дочка Луїза-Жозеф Шальгрен (1777—1826).
У період Консульства став архітектором публічних урочистостей (Architecte des fêtes publiques), він оформив у 1802 святкування Ам'єнського миру.
У 1806 році Наполеон I доручив йому побудувати пам'ятник на славу Великої Армії. Тріумфальна арка на Площі Зірки в Парижі, визначна пам'ятка архітектури французького ампіру, спроектована Шальгреном, але він помер незабаром після початку будівництва. Проект було змінено Луї-Робером Густом, яке реалізація Ж.-А. Реймоном була завершена в 1836 році при Липневій монархії.

## Галерея

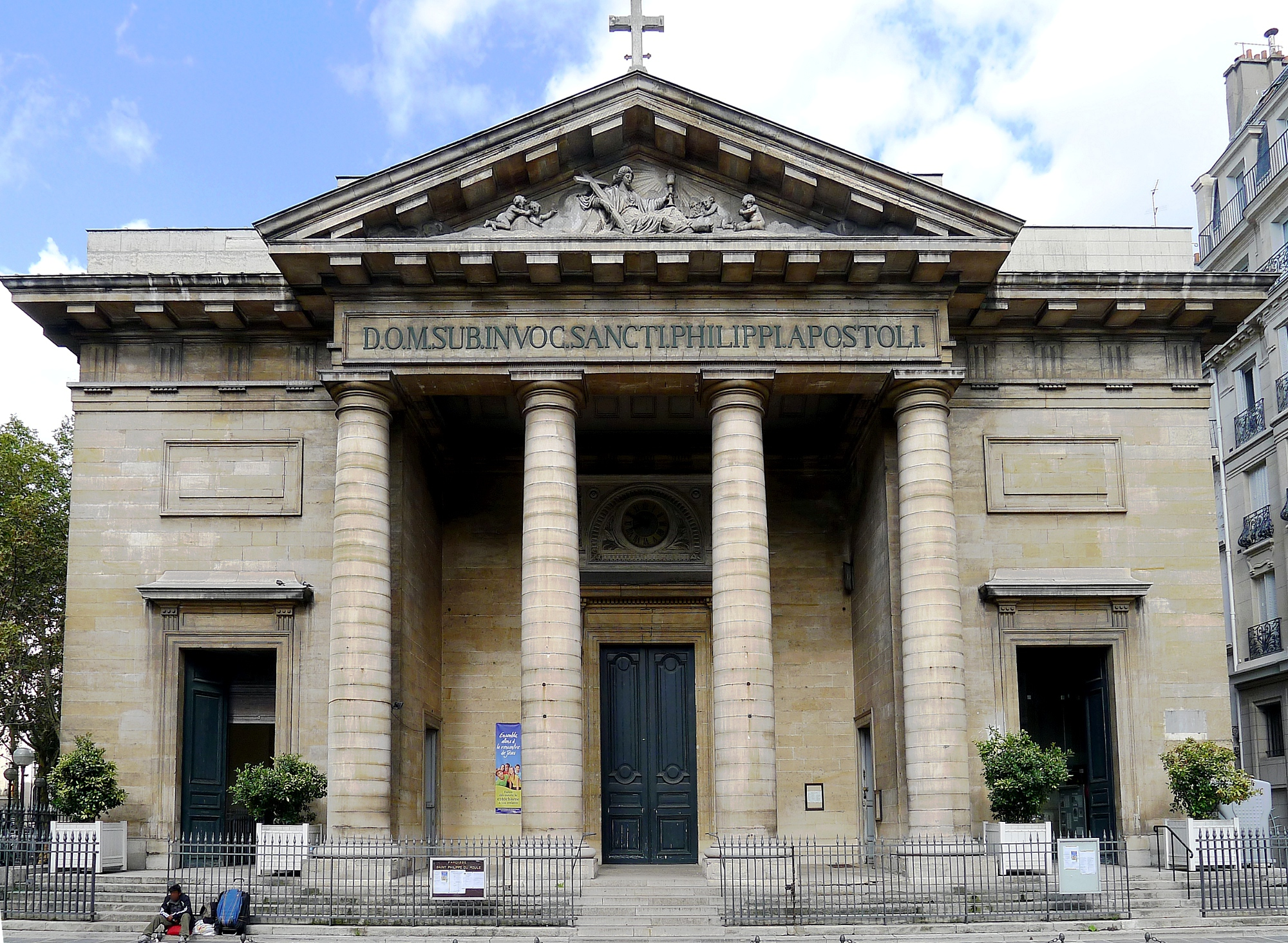
Церква Сен-Філіпп-дю-Руль. Головний фасад 1774–1784
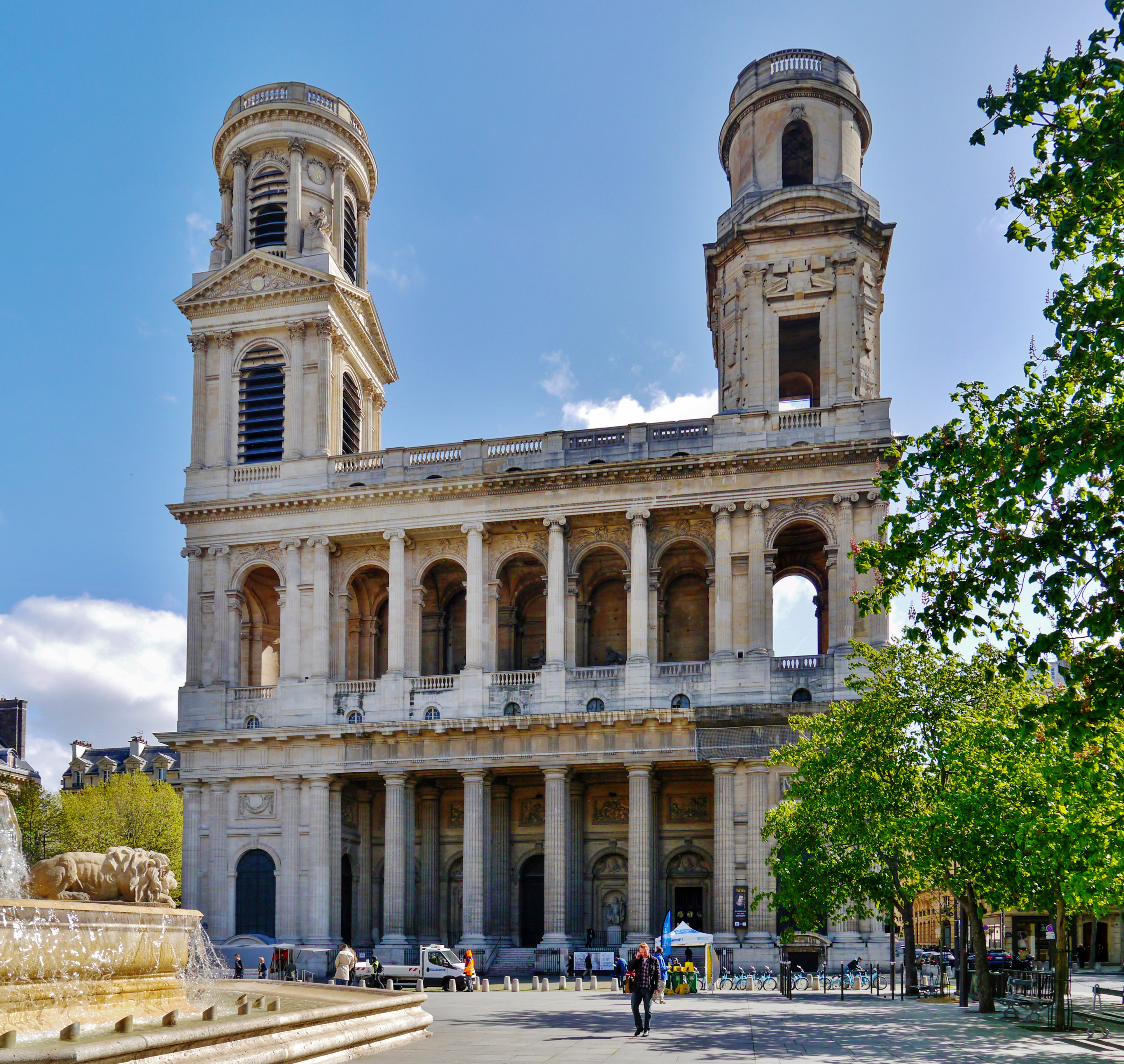
Церква Сен-Сюльпіс. Проект Дж. Н. Сервандоні. Будівництво 1646–1777. Добудова Шальгреном у 1777–1780
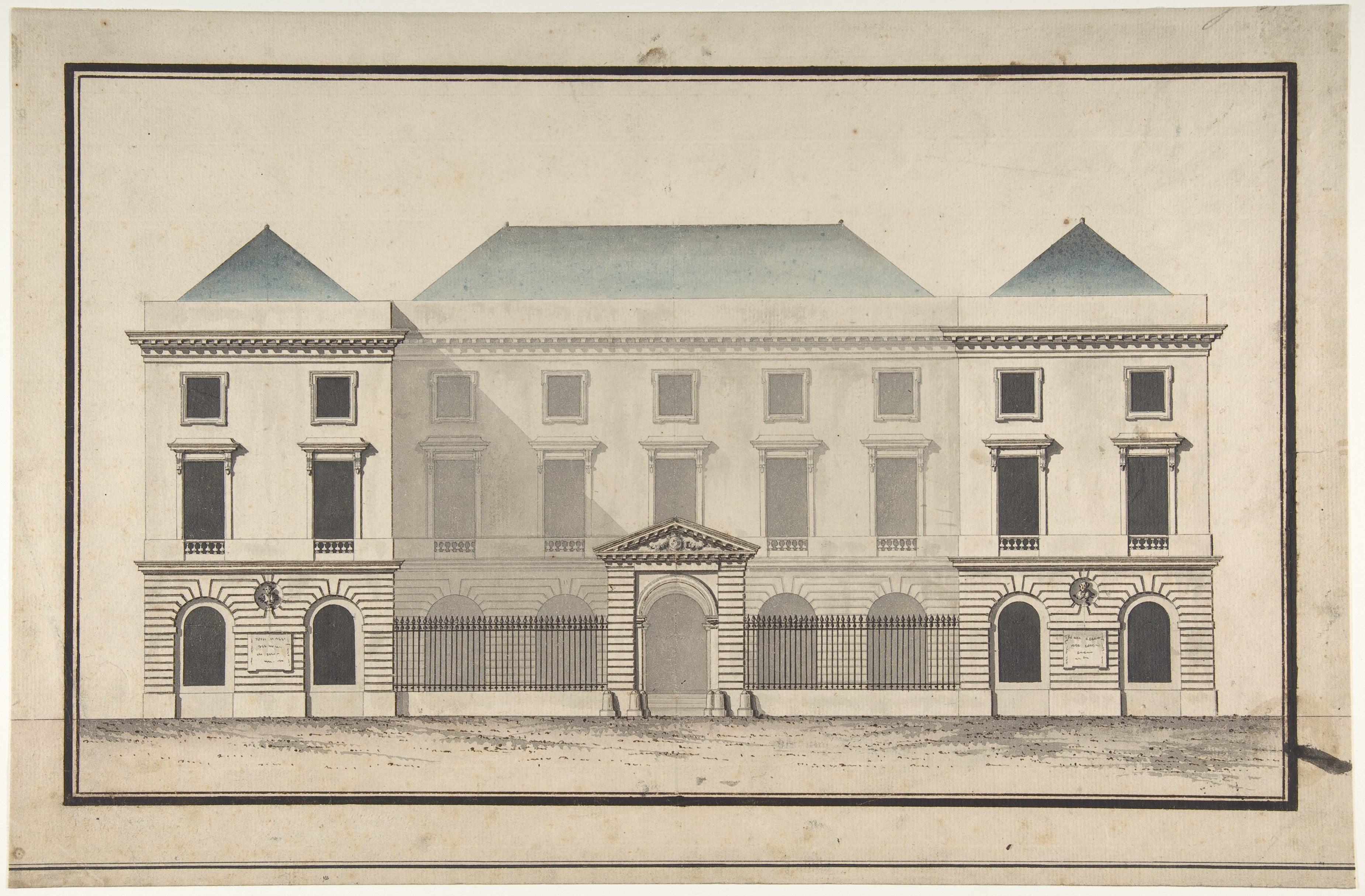
Проєкт Колеж де Франс. Головний фасад 1780
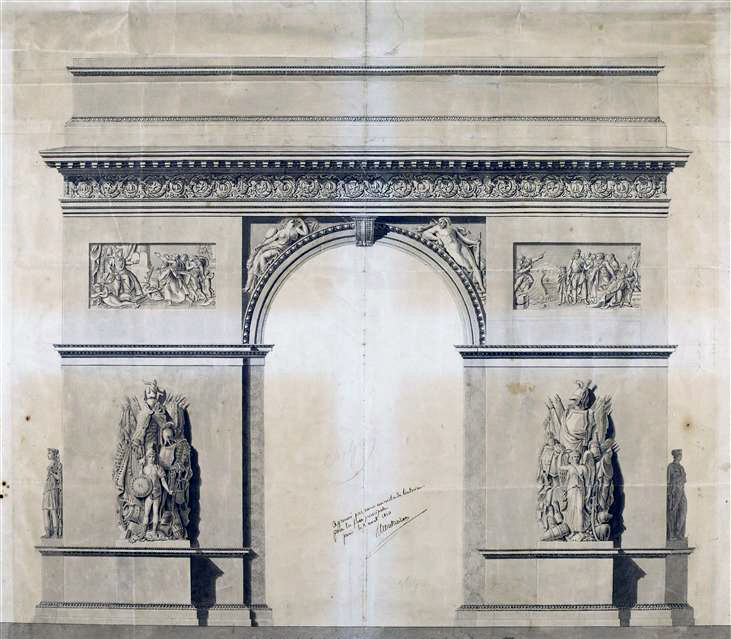
Тріумфальна арка на честь Великої армії. Проєкт. 1806
Тріумфальна арка на площі Зірки. 1806–1836